# Manuel Miranda
Manuel Julián Miranda (28 de enero de 1931, Argentina - 10 de junio de 1997) fue un futbolista argentino que jugaba de mediocampista, más precisamente como half derecho.

## Como jugador

### En Gimnasia
Manuel Julián Miranda jugó como futbolista profesional para el Club Gimnasia y Esgrima La Plata entre 1951 y 1957. Su primer partido con el club fue el 3 de  junio de 1951 y su último partido en Gimnasia fue el 12 de mayo de 1957. Disputó un total de 31 partidos en Gimnasia y no convirtió goles.
Debió retirarse de su carrera como futbolista profesional tempranamente, debido a una lesión de rodilla.

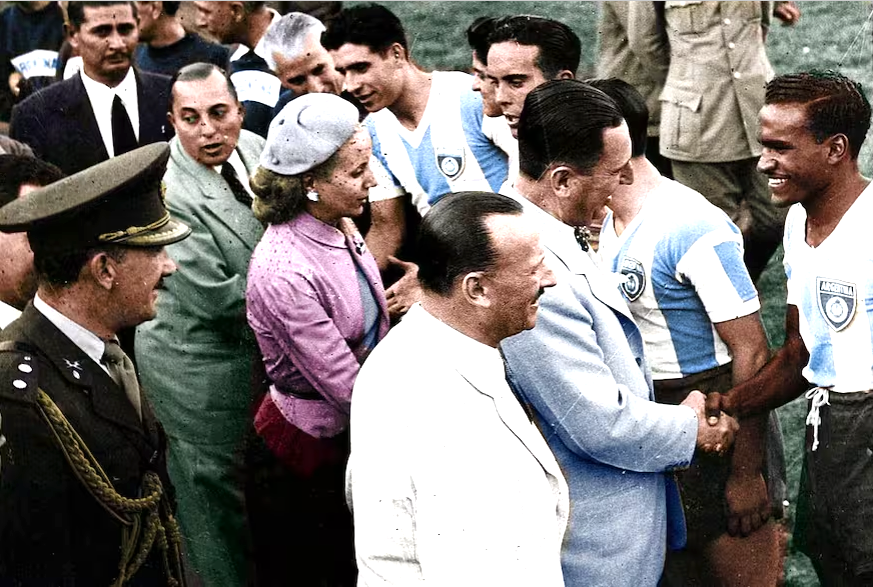
Juan Domingo Perón saluda a Manuel Miranda tras la consagración de la selección argentina como campeona de los primeros Juegos Panamericanos.

### En la selección
En 1951 se consagró campeón panamericano con la selección argentina de fútbol.
Fue elegido en el once ideal del torneo por el diario La Nación de Chile, junto a Ruben Pizarro (Chile), Rafael Márquez (Venezuela), 
Salvador Arenas (Chile), David Buzada (Chile), Roberto Infantino (Argentina), Miguel Baiocco (Argentina), Norberto Cupo (Argentina), Alfredo Martínez (Argentina), Miguel Zeledón (Costa Rica) y Juan Intini (Argentina).

## Como entrenador
En 1962 fue entrenador del Club Atlético Colón de Santa Fe.
En 1967 regresó a Gimnasia como entrenador y se consagró campeón del Torneo Promocional. En dicho Torneo Promocional dirigió un total de 14 partidos, de los que ganó 10, empató 2 y perdió 2. Fue llevado en andas por sus jugadores durante la vuelta olímpica.
Ya en el Campeonato Metropolitano 1968, la situción empeoraría. Dirigió un total de ocho partidos, de los que perdió seis, ganó uno y empató el restante.
Fue asimismo entrenador interino de Gimnasia también en el Campeonato Nacional 1971, en el que dirigió seis partidos, de los que empató 3 y perdió 3; y en el Campeonato Metropolitano 1972, en el que dirigió diez partidos, de los que ganó dos, empató dos y perdió los seis restantes.

## Palmarés

#### Campeonatos internacionales

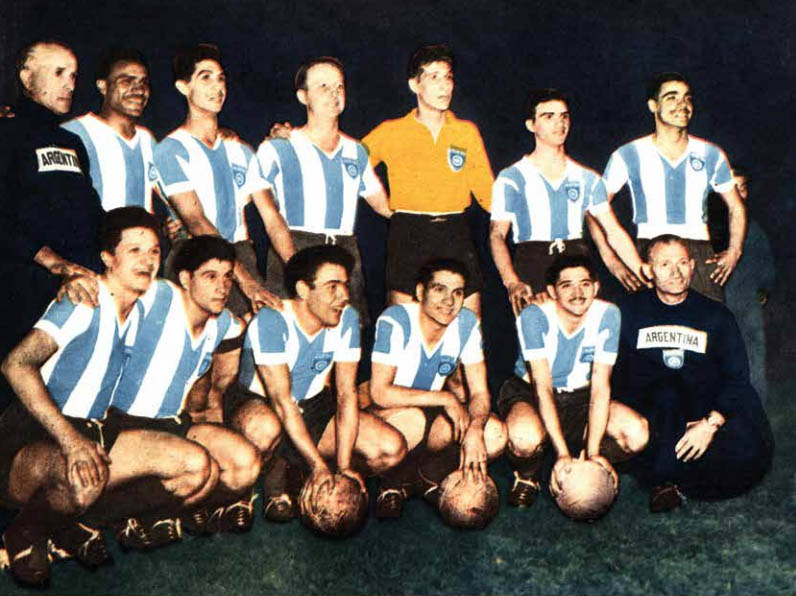
Plantel de la selección argentina campeona de los Juegos Panamericanos de 1951. Manuel Miranda es la segunda persona (el primer jugador) de pie desde la izquierda.

| Título                      | Equipo              | Sede      | Año  |
| --------------------------- | ------------------- | --------- | ---- |
| Oro en Juegos Panamericanos | Selección Argentina | Argentina | 1951 |